# Myles Jack
Pour les articles homonymes, voir Jack.
(en) Statistiques sur pro-football-reference
Myles David Jack, né le 3 septembre 1995 à Scottsdale, est un joueur américain de football américain. Linebacker, il joue actuellement pour les Steelers de Pittsburgh dans la National Football League (NFL).

## Biographie

### Carrière universitaire
Étudiant à l'Université de Californie à Los Angeles, il a joué pour l'équipe des Bruins d'UCLA de 2013 à 2015. Jouant principalement en défense comme linebacker, il a également joué comme running back dans les situations ocassionnelles en attaque. Il a ainsi la particularité d'avoir été nommé à la fois freshman défensif et offensif de l'année dans la conférence Pac-12 lors de la saison 2013.
Il ne joue que 3 parties durant la saison 2015, limitée par une blessure à un genou. Il se déclare éligible pour la draft 2016 de la NFL, renonçant de ce fait à jouer une quatrième et dernière saison universitaire.

### Carrière professionnelle
Il est sélectionné au deuxième tour, à la 36e place, de la draft 2016 de la NFL par les Jaguars de Jacksonville.
Il signe en août 2019 un nouveau contrat avec les Jaguars pour 4 années supplémentaires et un montant de 57 millions de dollars.